# Comic Relief (Stilmittel)
Comic relief (englisch „komische Entlastung“, „befreiende Komik“) ist ein literarisches und filmisches Stilmittel (rhetorische Figur). Es bezeichnet, ähnlich wie der Galgenhumor, die Einbeziehung humorvoller Figuren, Szenen oder Dialoge in ansonsten ernsthafte oder spannende Szenen. Comic relief wird genutzt, um kurzfristig Spannung abzubauen.
Beispiele aus populären Werken sind:
- Shakespeare: Hamlet, Totengräberszene (Akt 5, Szene 1)[1][2]
- Shakespeare: Macbeth, Pförtnerszene (Akt 2, Szene 3)[1][2]
- In der Fernsehserie Raumschiff Enterprise wird am Ende eines überstandenen Abenteuers ein Scherz über einen „emotionalen Ausbruch“ von Mr. Spock gemacht. Ebenso der Charakter des Harry Mudd.
- In der Filmtrilogie Der Herr der Ringe die Darstellung der Figur des Zwerges Gimli, oft ergänzt durch den Elb Legolas, aber auch die beiden Hobbits Merry und (insbesondere) Pippin[3]
- In den Filmen Star Wars die Droiden C-3PO und R2-D2. Besonders in Die dunkle Bedrohung kommt auch Jar Jar Binks hinzu.[3]
- Timon und Pumbaa in Der König der Löwen
- Fred und George Weasley in Harry Potter
- Der Barde Rittersporn (im polnischen Original Jaskier) in der Geralt-Saga sowie den zugehörigen Adaptionen
- „So it goes“ aus Kurt Vonneguts Schlachthof 5 oder Der Kinderkreuzzug
- Schulze und Schultze aus der Comicserie Tim und Struppi
- Diedeldum und Diedeldei aus Filmen wie Alice im Wunderland (1951)
- Balu der Bär aus den Filmen Das Dschungelbuch (1967) und The Jungle Book sowie sein Lied Probier’s mal mit Gemütlichkeit
- Willi „Klößchen“ Sauerlich aus der Buchserie TKKG
- Olaf der Schneemann aus Die Eiskönigin – Völlig unverfroren und deren Fortsetzungen
- Lysop, Buggy sowie die ehemaligen Gefängnisinsassen von Impel Down aus der Manga- und Animereihe One Piece
- Jokey Schlumpf aus der Comicserie Die Schlümpfe von Peyo
- Sokka aus der Cartoon-Animeserie Avatar – Der Herr der Elemente
- Bolin/Nuktuk aus der Cartoon-Animeserie Die Legende von Korra, der Nachfolgeserie von Avatar – Der Herr der Elemente ist
- Roman Pearce aus der Filmreihe Fast & Furious
- Saul Goodman aus Breaking Bad
- Der Drache Mushu aus Mulan
- Der Schuft Lyndon aus Diablo 3, oft ergänzt durch die Gespräche mit dem Templer Kormac
- Robert Dean (Will Smith) in Der Staatsfeind Nr. 1, als er in einem Lieferwagen gefangen gehalten wird: „Das ist mein Mixer.“
- Die Star-Trek-Episode Kennen Sie Tribbles?
- Der 2. Wachoffizier (II. WO) in Das Boot, der im Moment der größten Anspannung aus dem Handbuch zur Seefahrt zitiert, wobei alle Insassen lachen müssen.